# Vô ái
Vô ái (tiếng Anh: aromanticism) là một xu hướng cảm xúc được đặc trưng bởi việc trải nghiệm ít hoặc không có sự hấp dẫn lãng mạn. Thuật ngữ "aromantic", thường được rút ngắn thành "aro", dùng để chỉ một người có xu hướng cảm xúc là vô ái.

## Đặc điểm
Một đặc điểm của người vô ái đó chính là: mặc dù họ không có hấp dẫn tình cảm với bất kì ai, họ vẫn có thể thích thú với tình dục. Một người vô ái không nhất thiết phải là những người không có cảm giác yêu. Ví dụ như một người vẫn có thể cảm nhận được tình yêu thương giữa các thành viên trong gia đình, hay cảm nhận được tình cảm thuần khiết giữa những người bạn với nhau. Những người nhận dạng bản thân là vô ái thường gặp rắc rối trong việc phân biệt tình cảm giữa những người trong gia đình và tình bạn với tình cảm đối với người mình yêu.
Nhiều người vô ái cũng là người vô tính, tuy nhiên thuật ngữ này cũng có thể được dùng sánh đôi với nhiều xu hướng tình dục khác, như là song tính vô ái (bisexual aromantic), đồng tính vô ái (homosexual aromantic), dị tính vô ái (heterosexual aromantic), toàn tính vô ái (pansexual aromantic),... Đây là bởi vì vô ái được dùng để chỉ hấp dẫn tình cảm thay vì hấp dẫn tình dục hay ham muốn tình dục.
Một số xuất bản phẩm cho rằng bởi vì tình trạng thiếu hụt trong sự hiện diện của người vô tính lẫn vô ái trong truyền thông cũng như trong nghiên cứu thường khiến họ bị hiểu nhầm trong cuộc sống. Người vô ái thường phải đối diện với những sự kì thị và thường bị rập khuôn rằng họ là những người thấy ghê sợ với sự thân mật, vô cảm, hay chỉ đang tự lừa dối mình mà thôi. Amatonormativity (tạm dịch: Định chuẩn tình yêu lãng mạn) là một quan niệm nâng tầm quan trọng của các mối quan hệ lãng mạn vượt lên các mối quan hệ không bao gồm sự lãng mạn khác. Quan niệm này được cho rằng có mang tính gây hại tới những người vô ái.
Amatonormativity là một thuật ngữ do giáo sư triết học Elizabeth Brake của Đại học bang Arizona đặt ra để nói về sự quy chụp của xã hội lên mối quan hệ tình cảm lãng mạn. Elizabeth Brake mô tả thuật ngữ này là áp lực hoặc mong muốn về chế độ một bạn đời, sự lãng mạn và / hoặc hôn nhân. Điều này làm cho những người vô tính, vô ái, và / hoặc không muốn có mối quan hệ vợ chồng trở thành những kẻ kỳ quặc trong xã hội.
Đối nghịch với vô ái chính là hữu ái (tiếng Anh: alloromanticism), trạng thái của một người có trải nghiệm với tình yêu lãng mạn hay sự hấp dẫn tình cảm đối với người khác. Thuật ngữ viết gọn lại của vô ái (aromantic) là aro. Kí tự "A" trong từ mở rộng của LGBT là LGBTQIA+ đại diện cho vô tính (asexuality), vô ái (aromanticism) và vô giới (agender).

### Các cận định danh trên phổ vô ái
- Aromantic (tạm dịch: Vô ái): Không có cảm xúc lãng mạn với bất kì một ai.
- Androromantic (tạm dịch: Nam tính ái): thu hút lãng mạn với sự nam tính hoặc nam giới.
- Gyneromantic (tạm dịch: Nữ tính ái): thu hút lãng mạn với sự nữ tính hoặc nữ giới.
- Grayromantic (tạm dịch: Bán ái): thuật ngữ khái quát cho những người giữa có cảm xúc lãng mạn và không có cảm xúc lãng mạn. Đây cũng có thể là một xu hướng tình cảm chỉ những người có ít hấp dẫn dẫn tình cảm hay có được hấp dẫn ấy nhưng không thường xuyên.
- Demiromantic (tạm dịch: Á ái): thu hút lãng mạn với người sau khi kết nối cảm xúc với đối phương được hình thành.
- Frayromantic: thu hút lãng mạn với những người chưa có kết nối cảm xúc, nhưng khi đã xây dựng được sự kết nối ấy thì sự thu hút lãng mạn sẽ mất đi. Đây được coi là thiên hướng trái ngược với Demiromantic
- Recipromantic (tạm dịch: Nhận ái): thu hút lãng mạn chỉ sau khi biết được người khác có tình cảm với mình.
- Quoiromantic (hoặc WTFromantic hoặc Platoniromantic): không thể phân biệt được sự khác biệt giữa tình cảm lãng mạn và thuần khiết, hoặc không thể xác định thu hút lãng mạn, do đó không biết họ đã trải nghiệm nó hay không.
- Requiesromantic (tạm dịch: Cầu ái): ít hoặc không thu hút lãng mạn do kiệt sức về tinh thần hay cảm xúc, có thể do kinh nghiệm xấu của sự lãng mạn trong quá khứ.
- Cupioromantic: mong muốn một mối quan hệ lãng mạn mặc dù không phải trải qua thu hút lãng mạn.
- Bellusromantic: chỉ muốn tham gia vào các hoạt động lãng mạn như hôn, ôm ấp,... nhưng không có được sự thu hút lãng mạn, và không muốn tham gia và một mối quan hệ lãng mạn
- Akoiromantic (hoặc Lithromantic, hay Apromantic): thu hút lãng mạn sẽ mất dần hoặc biến mất khi được đáp lại.
- Antiromantic (tạm dịch: Phản ái): một người không quan tâm đến sự lãng mạn nào và không có mong muốn được ở bất kỳ mối quan hệ lãng mạn nào.
- Idemromantic: vừa có những cảm giác lãng mạn và phi lãng mạn (VD: Tình bạn và tình yêu)
- Abroromantic (tạm dịch: Luân ái): người không gắn bản thân với một xu hướng tình cảm cố định cả đời mà có xu hướng tình cảm liên tục thay đổi. Ví dụ như một người có hôm thấy bản thân là người dị ái, hôm khác lại thấy mình là người đồng ái, khi thì thấy mình là vô ái,...

## Cộng đồng

### Biểu tượng

Cờ tự hào vô ái
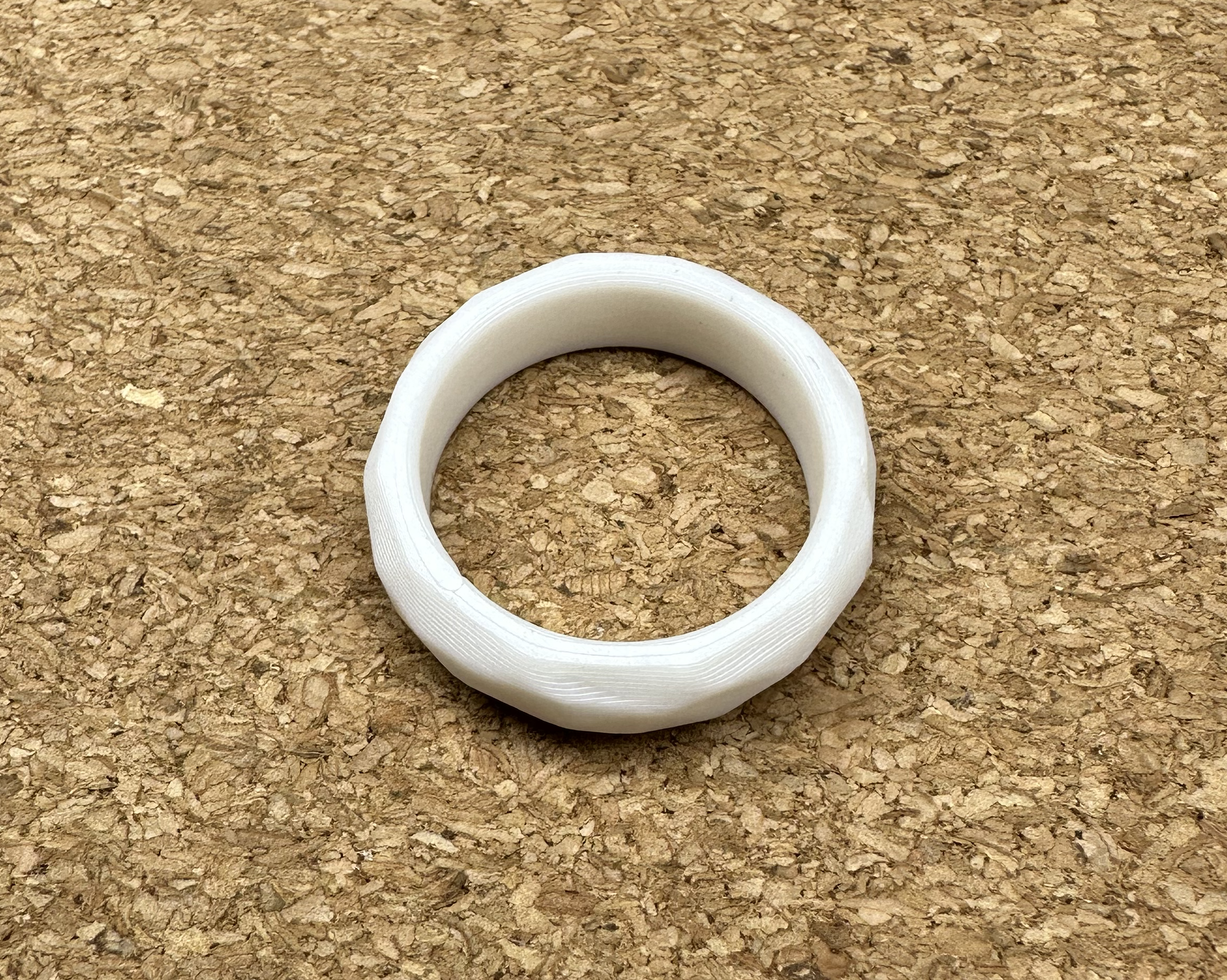
Nhẫn aro, loại nhẫn màu trắng thường được đeo ở ngón giữa bên trái
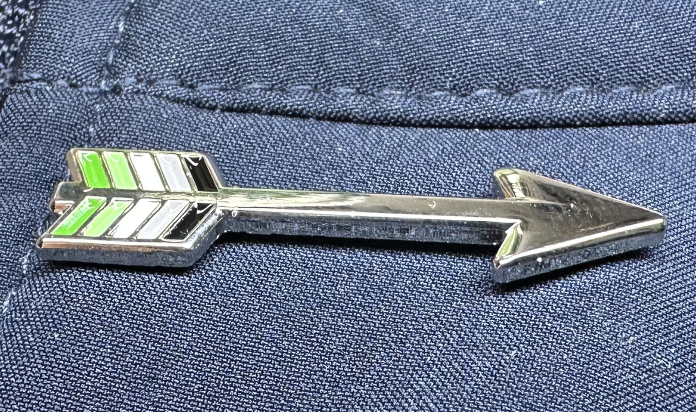
Một chiếc huy hiệu có hình mũi tên với phần đuôi tượng trưng cho màu cờ tự hào vô ái

## Miêu tả trong văn hóa

### Sách và văn học

#### Phi hư cấu
Một loạt sách phi hư cấu liên quan đến vô ái đã được xuất bản từ năm 2023:
- Sounds Fake But Okay: An Asexual and Aromantic Perspective on Love, Relationships, Sex, and Pretty Much Anything Else (tháng 2 năm 2023)[24][25]
- Ace and Aro Journeys: A Guide to Embracing Your Asexual or Aromantic Identity (tháng 4 năm 2023)[25][26]
- Hopeless Aromantic: An Affirmative Guide to Aromanticism (tháng 7 năm 2023)[27]
- Ending the Pursuit: Asexuality, Aromanticism, and Agender Identity (tháng 2 năm 2024)[28]